# Witi
Witiness Chimoio João Quembo, meglio noto come Witi (Beira, 26 agosto 1996), è un calciatore mozambicano, attaccante del Nacional e della nazionale mozambicana.

## Caratteristiche tecniche
È un'ala sinistra che può giocare anche a destra e come terzino sinistro.

## Carriera

### Club
È cresciuto nei settori giovanili del Liga Desportiva de Maputo e del Nacional. Con quest'ultima, dopo una stagione, va in prestito al Benfica per poi esordire in prima squadra l'11 gennaio 2015 in occasione del match di Primeira Liga vinto 2-1 contro il Boavista.
Nella stagione 2024-2025 lascia i bianconeri e si trasferisce nella prima divisione emiratina giocando prima con il Dibba Al Hisn e poi con l'Al-Uruba. A fine stagione torna dalla squadra di Funchal

### Nazionale
Nel 2015 ha esordito nella nazionale mozambicana.

## Statistiche

### Presenze e reti nei club
Statistiche aggiornate al 1º agosto 2022.
| Stagione        | Squadra         | Campionato      | Campionato | Campionato | Coppe nazionali | Coppe nazionali | Coppe nazionali | Coppe continentali | Coppe continentali | Coppe continentali | Altre coppe | Altre coppe | Altre coppe | Totale | Totale |
| Stagione        | Squadra         | Comp            | Pres       | Reti       | Comp            | Pres            | Reti            | Comp               | Pres               | Reti               | Comp        | Pres        | Reti        | Pres   | Reti   |
| --------------- | --------------- | --------------- | ---------- | ---------- | --------------- | --------------- | --------------- | ------------------ | ------------------ | ------------------ | ----------- | ----------- | ----------- | ------ | ------ |
| gen.-feb. 2015  | Nacional        | PL              | 1          | 0          | CP+CdL          | 0+2             | 0+1             | UEL                | -                  | -                  | -           | -           | -           | 3      | 1      |
| 2015-2016       | Nacional        | PL              | 18         | 1          | CP+CdL          | 4+3             | 2+0             | -                  | -                  | -                  | -           | -           | -           | 25     | 3      |
| 2016-2017       | Nacional        | PL              | 12         | 0          | CP+CdL          | 0+0             | 0+0             | -                  | -                  | -                  | -           | -           | -           | 12     | 0      |
| 2017-2018       | Nacional        | SL              | 21         | 2          | CP+CdL          | 2+1             | 0+0             | -                  | -                  | -                  | -           | -           | -           | 24     | 2      |
| 2018-2019       | Nacional        | PL              | 32         | 2          | CP+CdL          | 1+3             | 0+3             | -                  | -                  | -                  | -           | -           | -           | 36     | 5      |
| 2019-2020       | Nacional        | SL              | 21         | 0          | CP+CdL          | 1+1             | 0+0             | -                  | -                  | -                  | -           | -           | -           | 23     | 0      |
| 2020-2021       | Nacional        | PL              | 19         | 0          | CP+CdL          | 1+0             | 0+0             | -                  | -                  | -                  | -           | -           | -           | 20     | 0      |
| 2021-2022       | Nacional        | PL              | 21         | 0          | CP+CdL          | 2+1             | 2+0             | -                  | -                  | -                  | -           | -           | -           | 24     | 2      |
| 2022-2023       | Nacional        | SL              | 27         | 2          | CP+CdL          | 7+3             | 1+0             | -                  | -                  | -                  | -           | -           | -           | 37     | 3      |
| 2023-2024       | Nacional        | SL              | 15         | 7          | CP+CdL          | 1+3             | 0+1             | -                  | -                  | -                  | -           | -           | -           | 19     | 8      |
| Totale carriera | Totale carriera | Totale carriera | 187        | 14         |                 | 36              | 10              |                    | -                  | -                  |             | -           | -           | 223    | 24     |

### Cronologia presenze e reti in nazionale
| Cronologia completa delle presenze e delle reti in nazionale ― Mozambico | Cronologia completa delle presenze e delle reti in nazionale ― Mozambico | Cronologia completa delle presenze e delle reti in nazionale ― Mozambico | Cronologia completa delle presenze e delle reti in nazionale ― Mozambico | Cronologia completa delle presenze e delle reti in nazionale ― Mozambico | Cronologia completa delle presenze e delle reti in nazionale ― Mozambico | Cronologia completa delle presenze e delle reti in nazionale ― Mozambico | Cronologia completa delle presenze e delle reti in nazionale ― Mozambico |
| Data                                                                     | Città                                                                    | In casa                                                                  | Risultato                                                                | Ospiti                                                                   | Competizione                                                             | Reti                                                                     | Note                                                                     |
| ------------------------------------------------------------------------ | ------------------------------------------------------------------------ | ------------------------------------------------------------------------ | ------------------------------------------------------------------------ | ------------------------------------------------------------------------ | ------------------------------------------------------------------------ | ------------------------------------------------------------------------ | ------------------------------------------------------------------------ |
| 25-5-2015                                                                | Rustenburg                                                               | Mozambico                                                                | 2 – 2 (5 – 4 dtr)                                                        | Malawi                                                                   | Coppa COSAFA 2015 - Quarti di finale                                     | -                                                                        | 55’                                                                      |
| 28-5-2015                                                                | Moruleng                                                                 | Botswana                                                                 | 1 – 2                                                                    | Mozambico                                                                | Coppa COSAFA 2015 - Semifinale                                           | -                                                                        | 90’                                                                      |
| 30-5-2015                                                                | Moruleng                                                                 | Namibia                                                                  | 2 – 0                                                                    | Mozambico                                                                | Coppa COSAFA 2015 - Finale                                               | -                                                                        | 64’                                                                      |
| 6-9-2015                                                                 | Belle Vue                                                                | Mauritius                                                                | 1 – 0                                                                    | Mozambico                                                                | Qual. Coppa d'Africa 2015                                                | -                                                                        | 53’                                                                      |
| 24-3-2016                                                                | Accra                                                                    | Ghana                                                                    | 3 – 1                                                                    | Mozambico                                                                | Qual. Coppa d'Africa 2017                                                | -                                                                        | 46’                                                                      |
| 27-3-2016                                                                | Maputo                                                                   | Mozambico                                                                | 0 – 0                                                                    | Ghana                                                                    | Qual. Coppa d'Africa 2017                                                | -                                                                        | 46’                                                                      |
| 4-6-2016                                                                 | Kigali                                                                   | Ruanda                                                                   | 2 – 3                                                                    | Mozambico                                                                | Qual. Coppa d'Africa 2017                                                | -                                                                        | Ingresso                                                                 |
| 3-9-2016                                                                 | Maputo                                                                   | Mozambico                                                                | 1 – 0                                                                    | Mauritius                                                                | Qual. Coppa d'Africa 2017                                                | -                                                                        |                                                                          |
| 8-9-2018                                                                 | Maputo                                                                   | Mozambico                                                                | 2 – 2                                                                    | Guinea-Bissau                                                            | Qual. Coppa d'Africa 2019                                                | -                                                                        | 90’                                                                      |
| 13-10-2018                                                               | Maputo                                                                   | Mozambico                                                                | 1 – 2                                                                    | Namibia                                                                  | Qual. Coppa d'Africa 2019                                                | -                                                                        | 86’                                                                      |
| 16-10-2018                                                               | Windhoek                                                                 | Namibia                                                                  | 1 – 0                                                                    | Mozambico                                                                | Qual. Coppa d'Africa 2019                                                | -                                                                        | 59’                                                                      |
| 18-11-2018                                                               | Maputo                                                                   | Mozambico                                                                | 1 – 0                                                                    | Zambia                                                                   | Qual. Coppa d'Africa 2019                                                | -                                                                        |                                                                          |
| 23-3-2019                                                                | Bissau                                                                   | Guinea-Bissau                                                            | 2 – 2                                                                    | Mozambico                                                                | Qual. Coppa d'Africa 2019                                                | -                                                                        |                                                                          |
| 26-5-2019                                                                | Umlazi                                                                   | Mozambico                                                                | 1 – 2                                                                    | Namibia                                                                  | Coppa COSAFA 2019 - 1º turno                                             | 1                                                                        | 77’                                                                      |
| 28-5-2019                                                                | Umlazi                                                                   | Seychelles                                                               | 0 – 0                                                                    | Mozambico                                                                | Coppa COSAFA 2019 - 1º turno                                             | -                                                                        |                                                                          |
| 30-5-2019                                                                | Umlazi                                                                   | Malawi                                                                   | 1 – 1                                                                    | Mozambico                                                                | Coppa COSAFA 2019 - 1º turno                                             | -                                                                        |                                                                          |
| 4-9-2019                                                                 | Belle Vue                                                                | Mauritius                                                                | 0 – 1                                                                    | Mozambico                                                                | Qual. Mondiali 2022                                                      | -                                                                        | 72’ 77’                                                                  |
| 10-9-2019                                                                | Maputo                                                                   | Mozambico                                                                | 2 – 0                                                                    | Mauritius                                                                | Qual. Mondiali 2022                                                      | -                                                                        | 90’                                                                      |
| 13-10-2019                                                               | Nairobi                                                                  | Kenya                                                                    | 0 – 1                                                                    | Mozambico                                                                | Amichevole                                                               | -                                                                        |                                                                          |
| 14-11-2019                                                               | Maputo                                                                   | Mozambico                                                                | 2 – 0                                                                    | Ruanda                                                                   | Qual. Coppa d'Africa 2021                                                | -                                                                        | 65’                                                                      |
| 18-11-2019                                                               | Praia                                                                    | Capo Verde                                                               | 2 – 2                                                                    | Mozambico                                                                | Qual. Coppa d'Africa 2021                                                | 1                                                                        | 62’                                                                      |
| 8-10-2020                                                                | Rio Maior                                                                | Guinea-Bissau                                                            | 1 – 0                                                                    | Mozambico                                                                | Amichevole                                                               | -                                                                        |                                                                          |
| 13-10-2020                                                               | Rio Maior                                                                | Angola                                                                   | 3 – 0                                                                    | Mozambico                                                                | Amichevole                                                               | -                                                                        | 84’                                                                      |
| 12-11-2020                                                               | Douala                                                                   | Camerun                                                                  | 4 – 1                                                                    | Mozambico                                                                | Qual. Coppa d'Africa 2021                                                | -                                                                        |                                                                          |
| 13-11-2021                                                               | Cotonou                                                                  | Costa d'Avorio                                                           | 3 – 0                                                                    | Mozambico                                                                | Qual. Mondiali 2022                                                      | -                                                                        |                                                                          |
| 16-11-2021                                                               | Cotonou                                                                  | Mozambico                                                                | 1 – 0                                                                    | Malawi                                                                   | Qual. Mondiali 2022                                                      | -                                                                        | 63’                                                                      |
| 2-6-2022                                                                 | Johannesburg                                                             | Mozambico                                                                | 1 – 1                                                                    | Ruanda                                                                   | Qual. Coppa d'Africa 2023                                                | -                                                                        | 70’                                                                      |
| 8-6-2022                                                                 | Cotonou                                                                  | Benin                                                                    | 0 – 1                                                                    | Mozambico                                                                | Qual. Coppa d'Africa 2023                                                | -                                                                        | 73’                                                                      |
| 24-3-2023                                                                | Diamniadio                                                               | Senegal                                                                  | 5 – 1                                                                    | Mozambico                                                                | Qual. Coppa d'Africa 2023                                                | -                                                                        | 67’                                                                      |
| 28-3-2023                                                                | Maputo                                                                   | Mozambico                                                                | 0 – 1                                                                    | Senegal                                                                  | Qual. Coppa d'Africa 2023                                                | -                                                                        | 30’                                                                      |
| 14-6-2023                                                                | Maputo                                                                   | Mozambico                                                                | 1 – 1                                                                    | Malawi                                                                   | Amichevole                                                               | -                                                                        |                                                                          |
| 18-6-2023                                                                | Butare                                                                   | Ruanda                                                                   | 0 – 2                                                                    | Mozambico                                                                | Qual. Coppa d'Africa 2023                                                | -                                                                        | 54’                                                                      |
| 9-9-2023                                                                 | Maputo                                                                   | Mozambico                                                                | 3 – 2                                                                    | Benin                                                                    | Qual. Coppa d'Africa 2023                                                | 1                                                                        | 61’                                                                      |
| 13-10-2023                                                               | Faro                                                                     | Angola                                                                   | 1 – 1                                                                    | Mozambico                                                                | Amichevole                                                               | -                                                                        | 68’                                                                      |
| 16-10-2023                                                               | Albufeira                                                                | Mozambico                                                                | 2 – 3                                                                    | Nigeria                                                                  | Amichevole                                                               | -                                                                        | 46’                                                                      |
| 6-1-2024                                                                 | Johannesburg                                                             | Mozambico                                                                | 2 – 0                                                                    | Lesotho                                                                  | Amichevole                                                               | -                                                                        | 75’                                                                      |
| 8-1-2024                                                                 | Johannesburg                                                             | Botswana                                                                 | 1 – 0                                                                    | Mozambico                                                                | Amichevole                                                               | -                                                                        | 55’                                                                      |
| 14-1-2024                                                                | Abidjan                                                                  | Egitto                                                                   | 2 – 2                                                                    | Mozambico                                                                | Coppa d'Africa 2023 - 1º turno                                           | 1                                                                        | 81’                                                                      |
| 19-1-2024                                                                | Abidjan                                                                  | Capo Verde                                                               | 3 – 0                                                                    | Mozambico                                                                | Coppa d'Africa 2023 - 1º turno                                           | -                                                                        | 46’                                                                      |
| 22-1-2024                                                                | Abidjan                                                                  | Mozambico                                                                | 2 – 2                                                                    | Ghana                                                                    | Coppa d'Africa 2023 - 1º turno                                           | -                                                                        | 61’                                                                      |
| 7-6-2024                                                                 | Maputo                                                                   | Mozambico                                                                | 2 – 1                                                                    | Somalia                                                                  | Qual. Mondiali 2026                                                      | -                                                                        | 70’                                                                      |
| 10-6-2024                                                                | El Jadida                                                                | Guinea                                                                   | 0 – 1                                                                    | Mozambico                                                                | Qual. Mondiali 2026                                                      | -                                                                        | 46’                                                                      |
| 10-9-2024                                                                | Maputo                                                                   | Mozambico                                                                | 2 – 1                                                                    | Guinea-Bissau                                                            | Qual. Coppa d'Africa 2025                                                | -                                                                        | 55’                                                                      |
| 11-10-2024                                                               | Maputo                                                                   | Mozambico                                                                | 1 – 1                                                                    | eSwatini                                                                 | Qual. Coppa d'Africa 2025                                                | -                                                                        | 46’ 62’                                                                  |
| 20-3-2025                                                                | Il Cairo                                                                 | Mozambico                                                                | 3 – 1                                                                    | Uganda                                                                   | Qual. Mondiali 2026                                                      | -                                                                        | 61’                                                                      |
| 25-3-2025                                                                | Tizi Ouzou                                                               | Algeria                                                                  | 5 – 1                                                                    | Mozambico                                                                | Qual. Mondiali 2026                                                      | -                                                                        | 46’                                                                      |
| Totale                                                                   |                                                                          | Presenze                                                                 | 46                                                                       |                                                                          | Reti                                                                     | 4                                                                        |                                                                          |

## Palmarès

### Club

#### Competizioni nazionali
- Segunda Liga: 2

Nacional: 2017-2018, 2019-2020